# Meghann Fahy
Pour les articles homonymes, voir Fahy.
Meghann Fahy, née le 25 avril 1990 à Longmeadow (Massachusetts), est une actrice américaine.

## Biographie
Meghann Fahy est née le 25 avril 1990 à Longmeadow dans l'état du Massachusetts, aux États-Unis. Elle chante depuis son plus jeune âge lors de divers événements autour de sa ville natale de Longmeadow, dans le Massachusetts.

## Carrière
Elle obtient son premier rôle au lycée, en incarnant le personnage Dorothy Gale lors d'un spectacle Le Magicien d'Oz.
En 2016, elle obtient le rôle de Sutton Brady dans la série télévisée De celles qui osent, lancée le 20 juin 2017 sur Freeform. Elle tient l'un des rôles principaux aux côtés de Katie Stevens et d'Aisha Dee jusqu'en 2021.

## Vie privée
De 2017 à 2020, elle fréquente l'acteur américain Billy Magnussen.
En 2022, sur le tournage de The White Lotus, elle rencontre l'acteur britannique Leo Woodall avec qui elle entame une relation.

## Filmographie

### Cinéma

#### Longs métrages
- 2015 : Those People de Joey Kuhn : London
- 2015 : Burning Bodhi de Matthew McDuffie : Lauren
- 2016 : Miss Sloane de John Madden : Clara Thomson
- 2016 : Our Time de Marc Lucas : Jen
- 2024 : Your Monster de Caroline Lindy : Jackie Dennon
- 2025 : The Unbreakable Boy (en) de Jon Gunn : Teresa
- 2025 : Drop Game (Drop) de Christopher Landon : Violet

#### Courts métrages
- 2012 : Fifty Grades of Shay de Nick Choksi : Lila Morgan
- 2015 : Standardized de Jonathan Gordon et Drigan Lee : Liz
- 2017 : Lily + Mara de Caroline Roberts : Mara
- 2017 : The Bracket Theory de Katia Koziara : Lucy
- 2019 : w4m de Daniel Goldstein : Marley

### Télévision

#### Séries télévisées
- 2009 : Gossip Girl : Devyn
- 2010-2012 : On ne vit qu'une fois (One Life to Live) : Hannah O'Connor
- 2011 : The Good Wife : Shelby Hale
- 2012 : Chicago Fire : Nikki Rutkowski
- 2012 : Political Animals : Georgia Gibbons
- 2012 : La Diva du divan (Necessary Roughness) : Olivia DiFlorio
- 2013 : It Could Be Worse : Joy
- 2014 : New York, unité spéciale (Law and Order : Special Victims Unit) : Jenny Aschler
- 2015 : Blue Bloods : Lacey Chambers
- 2015 : The Jim Gaffigan Show (en) : Maria
- 2017-2021 : De celles qui osent (The Bold Type) : Sutton Brady
- 2018 : Cameron Black : L'Illusionniste (Deception) : Alicia Davis
- 2022 : The White Lotus : Daphne Babcock
- 2024 : Un couple parfait (mini-série) de Susanne Bier : Merritt Monaco
- 2025 : Sirens : Devon DeWitt (5 épisodes)

#### Téléfilms
- 2011 : L'Amour à la une (The Lost Valentine) de Darnell Martin : Caroline Robinson Thomas jeune
- 2019 : Une pincée de romance (Just Add Romance) de Terry Ingram : Carly Benson